# Tử Nguyên
Tử Nguyên (chữ Hán: 子元, ? - 664 TCN), tên là Thiện (善), tức Vương tử Thiện (王子善), lệnh doãn nước Sở đời Xuân Thu.

## Cuộc đời
Ông là con của Sở Vũ vương, em của Sở Văn vương, chú của Sở Thành vương. Sau khi Thành vương lên ngôi, Tử Nguyên ở bên cạnh vương cung, bày cuộc ca hát nhằm dụ dỗ phu nhân Tức Quy của Văn vương (tức là mẹ của Thành vương). Tức Quy trách mắng ông: "Tiên quân lấy việc võ làm phương châm, nên mới huấn luyện quân đội vậy. Nay lệnh doãn không tìm những kẻ thù của nước Sở, mà lại ở bên cạnh bà góa này, chẳng lạ lùng sao!" Năm 666 TCN, Tử Nguyên 600 cỗ xe đi đánh Trịnh, vào cửa Kết Trật. Chư hầu đến cứu Trịnh, ông nhân đêm tối đưa quân bỏ trốn.
Năm 664 TCN, Tử Nguyên ngủ lại trong cung, Đấu Xạ Sư (tức Đấu Liêm) can ngăn, ông bắt giam Đấu Xạ Sư trong cung. Mùa thu năm ấy, Thân công Đấu Ban phát động chánh biến, giết Tử Nguyên. Đấu Cốc Ư Đồ kế nhiệm làm lệnh doãn.